# Netelia chloris
Netelia chloris là một loài tò vò trong họ Ichneumonidae.